# Erciyes Dağı
Erciyes Dağı (výslovnost tureckého názvu je Erdžijes Daji) je stratovulkán ve středním Turecku. Leží v provincii Kayseri, asi 25 km jižně od hlavního města provincie Kayseri. Jedná se o velký stratovulkán, který je celkově vzhledově erodovaný a obklopený lávovými (sopečnými) dómy, jedním maarem a mnoha monogenetickými vulkanickými poli – skupinou sopek, které jsou malé a monogenetické – vybuchly pouze jednou. V minulosti se část vrcholu zřítila směrem na východ.

## Původ jména
Historicky byl tento vulkán znám pod názvem Argaeus podle makedonského krále Argea (678 – 640 př. n. l.). Až do roku 1950 byla tato dominantní hora středního Turecka označována jako Erciyas. Podle jiné teorie pojmenování vulkánu pochází z chetitštiny a znamená Bílá hora.

## Geologie
Vulkán začal být aktivní přibližně před 900 000 lety a leží na starší kaldeře. Na severním svahu vulkánu se nacházejí četné parazitické (sopečné) krátery, lávové (sopečné) dómy a jako součást pyroklastického proudu obsidiány.
Na severovýchodvýchod se táhnou osypy které vznikly zřícením vrcholu svahovým pohybem. Vytvořila se tak 2 km široká brázda ve tvaru podkovy, která tvoří horní část východního údolí Üçker. Aksu – druhé hlavní údolí, se táhne na severozápad. Menší údolí Öksüzdere leží severně, Topaktaş jižně a Saraycık jihozápadně od vrcholu.
Pokud v historických dobách došlo k vulkanické činnosti, pravděpodobně se jednalo o vývěr parazitickými krátery, protože hlavní kužel je silně erodovaný.
Nejmladší datovaná hornina pochází z 83 000 let starého dacitového proudu, ale poslední aktivita se odehrála na východní straně, kde došlo ke kolapsu stěny a produkci velké laviny kamení, což však není přesněji datováno.